# Baiba Skride

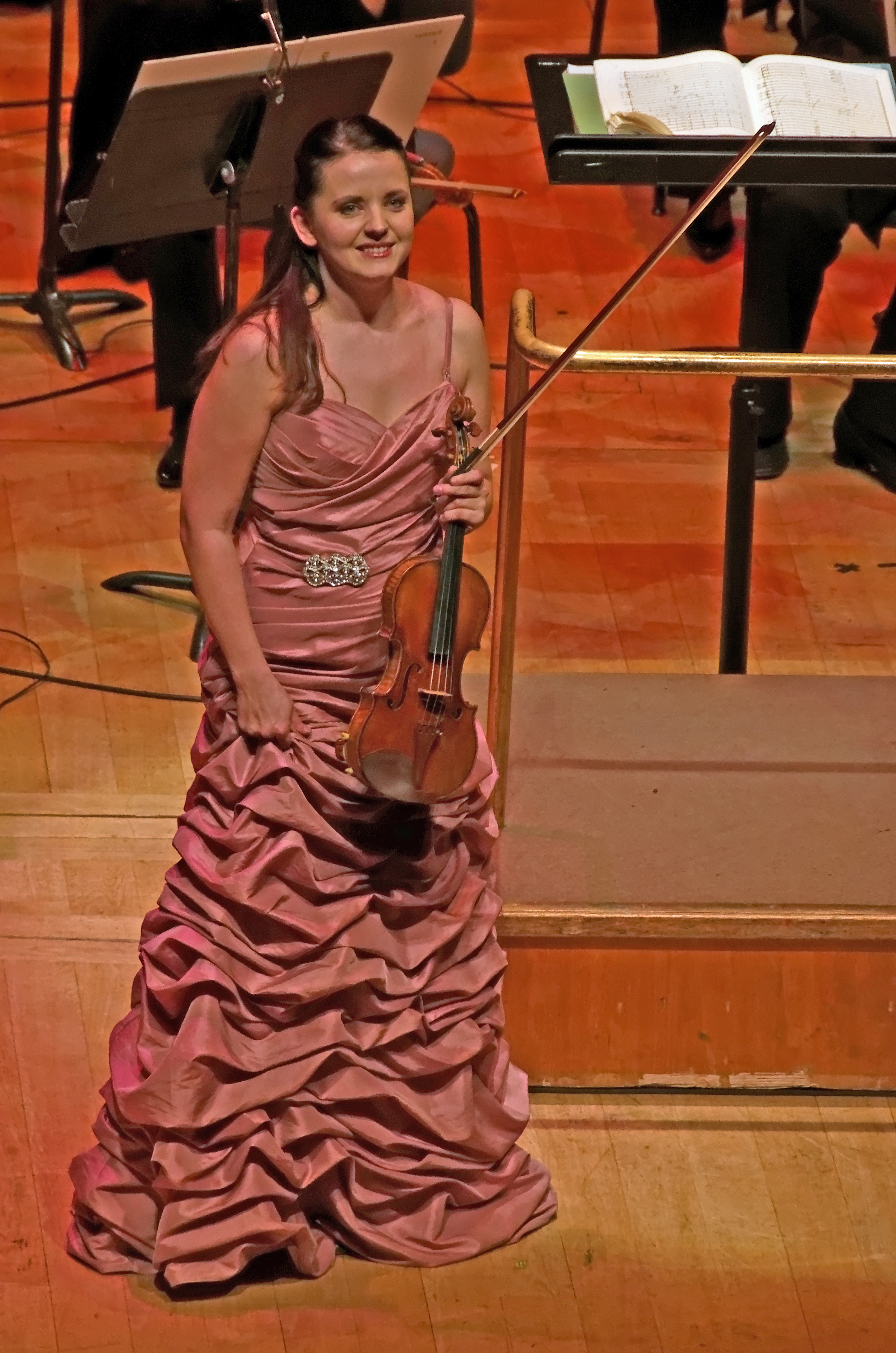
Baiba Skride (2012)

Baiba Skride (* 19. Februar 1981 in Riga) ist eine lettische Violinistin.

## Leben

### Ausbildung
Baiba Skride stammt aus einer sehr musikalischen Familie: Ihre Musikliebe stammt von der Großmutter, die ihr und ihren beiden Schwestern das Singen beibrachte. Ihr Vater Arnolds Skride war ein bedeutender Chordirigent, ihre Mutter Liga Skride ist Pianistin. Auch ihre ein Jahr jüngere Schwester Lauma Skride ist Pianistin, ihre zwei Jahre ältere Schwester Linda ist Bratschistin. In Lettland besuchte sie schon als Dreijährige eine Musikschule. Im Alter von vier Jahren spielte sie bereits Geige, im Alter von knapp fünf Jahren gab sie ihr erstes Konzert.
Später besuchte Baiba Skride eine Spezialschule für Musiktalente in Riga. Seit 1995 studierte sie an der Hochschule für Musik und Theater Rostock bei Petru Munteanu. Sie pendelte lange Zeit zwischen der Spezialschule in Riga und der Hochschule in Rostock. Sie hat Meisterkurse bei Ruggiero Ricci und Lewis Kaplan belegt.

### Solistin

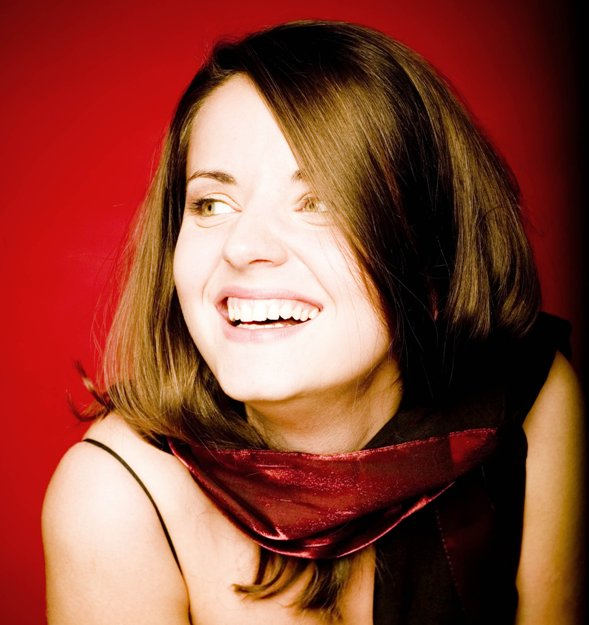
Baiba Skride (2007)

2004 debütierte Baiba Skride bei den Salzburger Festspielen.
Zu den renommierten Orchestern, mit denen Baiba Skride als Solistin aufgetreten ist, zählen:
- in Deutschland: Berliner Philharmoniker, Münchner Philharmoniker, Deutsches Symphonie-Orchester,  Rundfunk-Sinfonieorchester Berlin, Symphonieorchester des Bayerischen Rundfunks, Gewandhausorchester Leipzig, Deutsche Kammerphilharmonie Bremen, Kammerorchester Carl Philipp Emanuel Bach
- in Großbritannien: Philharmonia Orchestra (London), London Philharmonic Orchestra, BBC Philharmonic Orchestra (Manchester), Academy of St. Martin in the Fields, Scottish Chamber Orchestra
- weitere Orchester in Europa: Orchestre de Paris, Orchestre National de Belgique, Tonhalle-Orchester Zürich, Philharmonisches Orchester Helsinki, Schwedisches Radio-Symphonieorchester, die Sinfonieorchester von Kopenhagen, Göteborg und Malmö, Radio Filharmonisch Orkest-Holland, ResidentieOrkest,  das Sinfonieorchester von Lahti, Russisches Nationalorchester
- in den USA: St. Louis Symphony Orchestra, Baltimore Symphony Orchestra, Cincinnati Symphony Orchestra, Detroit Symphony Orchestra, Houston Symphony Orchestra, Los Angeles Chamber Orchestra, Philadelphia Orchestra
- in Asien: die Philharmonieorchester von Tokio, Seoul und Melbourne

Zu bekannten Dirigenten, mit denen sie zusammenarbeitete, gehören Paavo Berglund, Herbert Blomstedt, Jean-Claude Casadesus,  Constantinos Carydis, Charles Dutoit, Olari Elts, Mikko Franck, Hans Graf, Hartmut Haenchen, Neeme Järvi, Paavo Järvi, Neville Marriner, Andris Nelsons, Peter Oundjian, Kirill Petrenko, Michail Pletnjow, John Storgårds und Osmo Vänskä.

### Kammermusik
Baiba Skride tritt auch als Kammermusikerin auf, zusammen mit Partnern wie Bertrand Chamayou und Lauma Skride (Klavier), Lise Berthaud und Brett Dean (Bratsche), Sol Gabetta, Alban Gerhardt, Harriet Krijgh und Daniel Müller-Schott (Cello), Xavier de Maistre (Harfe).
Die drei Schwestern Baiba, Linda und Lauma Skride treten auch heute noch zusammen auf. Zumeist ergänzt ein weiterer Kammermusiker das Skride-Trio zu einem Quartett, zum Beispiel der Cellist Julian Steckel oder die Cellistin Kristina Blaumane.

### Instrumente
Baiba Skride spielte von Februar 2005 bis November 2010 die Stradivari „Wilhelmj“ aus dem Jahr 1725, die ihr von der Nippon Music Foundation zur Verfügung gestellt wurde. Der Wert dieser Stradivari wurde im Jahr 2006 mit 2 Millionen Euro angegeben.
Ab November 2010 spielte sie fünf Jahre lang die Stradivari „Ex Baron Feilitzsch“ von 1734, eine Leihgabe von Gidon Kremer. Derzeit spielt sie die Stradivari „Yfrah Neaman“, eine Leihgabe der Familie Neaman auf Vermittlung der Beares International Violin Society.

### Privates
Baiba Skride lebt mit ihrem Mann und zwei Kindern in Hamburg.

## Auszeichnungen

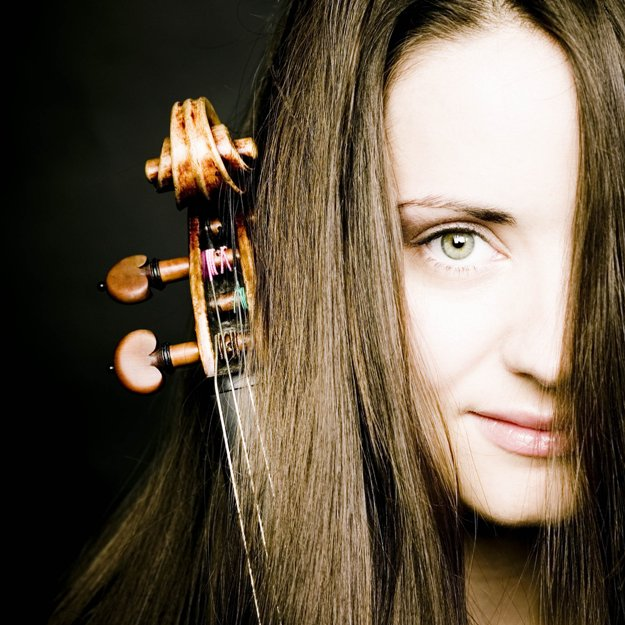
Baiba Skride

- 1988: 1. Preis bei einem internationalen Musikfestival in Bulgarien
- 1992: Großer Preis beim internationalen Wettbewerb „The Danny Kaye International Children’s Award“
- 1995: 1. Preise bei Internationalen Wettbewerb für Violine im Kloster Schöntal
- 1996: Finalistin beim 8. Eurovisionswettbewerb in Lissabon
- 1997: 1. Preis beim Internationalen Violinwettbewerb „Jeunesses Musicales“ in Bukarest
- 1998: 2. Preis beim Paganini-Wettbewerb
- 2001: 1. Preis beim Concours Reine Elisabeth für Violine
- 2003: Luitpoldpreis des Festivals Kissinger Sommer
- 2005: Echo Klassik, Auszeichnung als beste Nachwuchskünstlerin für ihre Debüt-CDs[11]
- 2006: Echo Klassik in der Kategorie „Konzerteinspielung des Jahres, Musik des 20./21. Jahrhunderts“[12] für die Aufnahme der Violinkonzerte von Schostakowitsch und Janáček

## Diskografie
Bis 2008 war Baiba Skride exklusiv bei Sony unter Vertrag. Sie nahm dort den Platz von Hilary Hahn ein, die zur Deutschen Grammophon gewechselt war. Seither arbeitet sie mit dem Musiklabel Orfeo zusammen.
- 2004: Werke von Bach, Bartók und Ysaÿe für Violine solo (Sony Classical)
- 2004: Violinkonzerte von Mozart, Michael Haydn und Schubert mit dem Kammerorchester Carl Philipp Emanuel Bach unter Hartmut Haenchen (Sony Classical)
- 2006: Violinkonzerte von Schostakowitsch und Janáček mit den Münchner Philharmonikern unter Mikko Franck (Sony Classical)
- 2007: Werke von Beethoven, Schubert und Ravel für Violine und Klavier mit Lauma Skride (Sony Classical)
- 2008: „Souvenir Russe“ – Werke von Tschaikowsky mit dem City of Birmingham Symphony Orchestra unter Andris Nelsons (Sony Classical)
- 2011: Violinkonzert von Brahms mit dem Royal Stockholm Philharmonic Orchestra unter Sakari Oramo; 21 Ungarische Tänze von Brahms, arrangiert für Violine und Klavier, mit Lauma Skride (Orfeo)
- 2012: Violinkonzerte von Igor Strawinsky und Frank Martin, Pacific 231 und Rugby von Arthur Honegger, mit dem BBC National Orchestra of Wales unter Thierry Fischer (Orfeo)
- 2013: Violinkonzerte und Phantasie von Schumann mit dem Dänischen Radio-Symphonieorchester unter John Storgårds (Orfeo)
- 2014: Szymanowski, Violinkonzerte mit der Philharmonie Oslo unter Wassili Petrenko; Mythen für Violine und Klavier mit Lauma Skride (Orfeo)
- 2015: Violinkonzerte von Sibelius und Nielsen, zwei Serenaden von Sibelius, mit dem Tampere Philharmonic Orchestra unter Santtu-Matias Rouvali (Orfeo)
- 2016: Sonaten und Stücke für Violine und Klavier von Grieg, Nielsen, Sibelius und Stenhammar, mit Lauma Skride (Orfeo)
- 2022: Violin unlimited. Solo-Sonaten von Erwin Schulhoff, Paul Hindemith, Philipp Jarnach und Eduard Erdmann (Orfeo)[14]